# Clemente Bondi
Clemente Bondi (Mezzani, Ducado de Parma, 27 de junio de 1742-Viena, 20 de junio de 1821), jesuita, crítico literario y escritor italiano.

## Vida
Tras su magisterio en Padua, Bondi estudiaba Teología en el Colegio de la Compañía de Bolonia cuando sobrevino la supresión de la Compañía de Jesús (1773), hecho que Bondi lamentó en un poema indignado. Más tarde, fue bibliotecario de la noble familia Zanardi en Mantua, y preceptor de los hijos del gobernador del Ducado de Milán, archiduque Fernando Carlos de Austria. Conquistada Milán por los franceses (17 de mayo de 1796), Bondi siguió al archiduque a Brno (Moravia) y a Viena, donde enseñó historia y literatura a la emperatriz María Beatriz de Este. Bondi tradujo la Eneida, las Geórgicas y las Bucólicas de Virgilio y las Metamorfosis Ovidio en elegantes versos italianos y publicó epigramas (serios y jocosos), sonetos, odas y apólogos. Escribió una tragedia Il Melisindo, representada en Bolonia en 1773, y algunos poemas cortos, de los que Le conversazioni es el mejor (1783). De vena poética fácil, era brillante en la descripción, satírico y a veces un tanto vulgar (como en La Cacajuola [1808]).

## Obras
- Poesie diverse (Padua, 1776).
- Poemetti e rime varie (Venecia, 1778).
- L'Eneide, 2 v. (Parma, 1790-1793).
- Le Georgiche (Viena, 1800).
- Le metamorfosi di Ovidio, 2 v. (Parma, 1806).
- Poesie, 3 v. (Viena, 1808).
- Opere edite e inedite in verso ed in prosa, 3 v. (Venecia, 1808).
- La Bucolica (Viena, 1811).